# Maurice Ternaux-Compans
Pour les articles homonymes, voir Ternaux.
Maurice-Nicolas-Dominique Ternaux-Compans, né le 20 janvier 1846 à Paris et mort le 27 mai 1930 à Paris, est un diplomate et homme politique français.

## Biographie
Fils de Henri Ternaux-Compans et petit-fils du général général Compans, il est attaché à la légation de France à La Haye en 1870, lorsque le conflit franco-allemand se déclenche. Il s'engage dans l'artillerie des mobiles de la Seine et devint capitaine d'artillerie territoriale.
Il reprend ensuite, sous la Troisième République, sa carrière diplomatique, devenant directeur de la légation de France à Rio de Janeiro en 1875, secrétaire d'ambassade à Athènes et conseiller Saint-Pétersbourg. En 1912, président de l'association des médaillés militaires, il accomplit une mission en Russie pour le centenaire de la Moskowa.
Conseiller municipal à Mesmont et conseiller général du canton de Novion-Porcien, il se présente ensuite à des élections législatives dans la circonscription de Rethel. Il est battu à deux reprises par Désiré Linard puis est enfin élu en 1898. Il reste député des Ardennes jusqu'en 1902.
Il est commandeur de la Légion d'honneur, grand officier de l'ordre de Saint-Stanislas de Russie, officier d'Académie et décoré de la Médaille militaire.

## Publication
- Le général Compans (1769-1845), d'après ses notes de campagne et sa correspondance de 1812 à 1813 (1912)

## Sources
- « Maurice Ternaux-Compans », dans le Dictionnaire des parlementaires français (1889-1940), sous la direction de Jean Jolly, PUF, 1960 [détail de l’édition]